# Kaptagat
Kaptagat ist ein kenianisches Dorf, das ca. 25 km östlich von Eldoret liegt. Es befindet sich in der ehemaligen Provinz Rift Valley, entlang der B54. In der Nähe befindet sich außerdem das Kenianische Seensystem, das ein UNESCO-Weltnaturerbe ist. Im Südosten befindet sich unmittelbar das Dorf Chepkorio. Der Ort gehört zum Uasin Gishu County, obwohl der Ort geografisch sowohl in Uasin Gishu als auch in Elgeyo-Marakwet liegt. Seine lokale Behörde ist der Kreisrat von Wareng, der Wahlkreis ist der Wahlkreis Ainabkoi. Eine der nächsten Nachbarstädte ist Kimwarer, welche 10 km entfernt liegt.
Historisch gesehen war Kaptagat die Heimat der kolonialen Grundbesitzer und hat den kolonialen Charakter bis heute bewahrt. Elagerini Camp, Kaptagat Farmstay und Kaptagat Preparatory School tragen noch immer die historischen Spuren der Kolonialzeit. Der Wald von Kaptagat liegt strategisch und zentral in den Bezirken Uasin Gishu und Elgeyo Marakwet an der Geburtsstätte von Weltklasse-Langstreckenläufern wie den berühmten Eliud Kipchoge und Geoffrey Kamwowor.

## Infrastruktur
Kaptagat hat ein kleines Krankenhaus. Kaptagat besitzt außerdem einen Bahnhof und ist an den Schienenverkehr angeschlossen. Die Zugstrecke verläuft von Nakuru nach Eldoret.

## Leichtathletik-Trainingscamps
In Kaptagat befindet sich das Great Rift Valley Sports Camp, ein Trainingslager für viele kenianische Läufer. Dazu zählen unter anderem Elijah Lagat, Eliud Kipchoge, Moses Tanui und Brimin Kipruto. In Kaptagat ist auch der Chepkero Athletics Club beheimatet, ein Club, der sich um Athletenstudenten kümmert. Das Trainingscamp der Global Sports Communication befindet sich auch in Kaptagat.

## Sonstiges
Der Marathon-Weltrekordhalter Kelvin Kiptum kam am 11. Februar 2024 um 23.00 Uhr Ortszeit bei einem Autounfall in Kaptagat zusammen mit seinem Trainer Gervais Hakizimana ums Leben. Nach Angaben der örtlichen Polizei verlor Kiptum die Kontrolle über sein Fahrzeug und kam von der Straße ab, bevor er in einen Graben fuhr und gegen einen Baum prallte.